# 한국식품마이스터고등학교
한국식품마이스터고등학교(韓國食品마이스터高等學校)는 대한민국 충청남도 부여군 홍산면 북촌리에 있는 공립 고등학교이다.

## 학교 연혁
- 1952년 9월 30일 : 고등학교 설립인가 개설
- 1953년 4월 10일 : 홍산농업고등학교 개교
- 1956년 2월 15일 : 제1회 졸업식
- 1994년 3월 1일 : 교명 변경(홍산농업고등학교) → (홍산농공업고등학교)
- 1999년 9월 1일 : 중·고 통합(홍산중학교·홍산농공업고등학교)
- 2007년 3월 1일 : 중·고 분리 및 교명 변경(홍산중·부여산업과학고등학교)
- 2012년 3월 1일 : 교명 변경(충남발효식품고등학교)
- 2014년 4월 21일 : 제9차 식품분야 마이스터고등학교 지정
- 2015년 3월 1일 : 교명 변경(한국식품마이스터고등학교)
- 2015년 4월 2일 : 한국식품마이스터고등학교 개교식
- 2023년 9월 1일 : 제25대 강준규 교장 취임
- 2024년 1월 9일 : 제68회 한국식품마이스터고등학교 졸업식(43명, 총 졸업생 7,122명)
- 2024년 3월 4일 : 한국식품마이스터고등학교 제9기 신입생 입학(48명)

## 설치 학과
- 공통과정(전문계)
- 식품제조공정과
- 식품품질관리과

## 참고 자료
- 한국식품마이스터고등학교 - 한국교육학술정보원 학교알리미